# Gavin Cumberbatch
Gavin Cumberbatch (* 13. August 1983) ist ein barbadischer Squashspieler.

## Karriere
Gavin Cumberbatch sicherte sich 2007 mit einem Finalsieg gegen Colin Ramasra den Gewinn der Karibikmeisterschaft. Bei den Zentralamerika- und Karibikspielen gewann er 2006 im Doppel mit Shawn Simpson, sowie im Mixed 2006 und 2014 jeweils mit Karen Meakins die Bronzemedaille. In den Jahren 2000, 2009, 2012, 2013 und 2015 wurde er barbadischer Landesmeister.

## Erfolge
- Karibikmeister: 2007
- Zentralamerika- und Karibikspiele: 3 × Bronze (Doppel 2006, Mixed 2006 und 2014)
- Barbadischer Landesmeister: 5 Titel (2000, 2009, 2012, 2013, 2015)